# Tournoi de go de Bruxelles
Le tournoi de go de Bruxelles est le plus grand tournoi de Belgique de jeu de go et est organisé par la Fédération belge de go.
Le premier tournoi de Bruxelles a eu lieu les 2 et 3 novembre 1985. 
Entre 1990 et 2002, Guo Juan a remporté sept fois l'épreuve. 
Le tournoi a lieu traditionnellement le dernier week-end d'octobre ou le premier week-end du mois de novembre.
Ce tournoi est considéré comme l'un des principaux d'Europe. Il a été une épreuve régulière de la Coupe européenne de go jusqu'en 2011, année où la société Pandanet a décidé de mettre fin au support de la coupe européenne, pour sponsoriser à la place le Championnat européen de go par équipes.
L'édition 2020 du tournoi a été annulée par suite de l'épidémie de Covid-19.